# Antonio De Bassi
Antonio De Bassi (21 de septiembre de 1887 - 25 de diciembre de 1956) fue un popular pianista, dramaturgo, director de compañías, libretista y compositor argentino de una vasta trayectoria.

## Carrera
Tal como su hermano Arturo De Bassi el primer maestro que tuvo fue su padre Cayetano, que era director de banda y le enseñó los primeros secretos del pentagrama.
Al entrar en el ambiente teatral empezó su carrera de autor con Aves negras pieza estrenada por Pablo Podestá en el Teatro Marconi. Luego, en colaboración con su hermano, Enrique García Velloso, Antonio Botta y otros populares autores del teatro criollo dio una variable cantidad de títulos de gran trascendencia; algunos son La mala partida, Morriña, morriña mía, Chanta cuatro, Fascismo casero, El Turco Salomón, Falucho, El 72 a la cabeza, Puerto Nuevo, Buonavoglia, tipo del día, El mundo al día, Las estampas iluminadas, Créase o no, Alma torera, Las alegres locuras del día, La hora de las burlas, Los momentos interesantes, Mi familia tiene un Ford, Café y Bar El Campeonato (Hay patadas), Todo por casarme en martes, De Brasil a Martín García, La alegría de vivir, Hasta noviembre hay tiempo, Del City al Castelar, Con la música en el alma y  Los barqueros del Riachuelo.
Su gran amigo, Carlos Gardel, le dedicó en 1926 el tema El alma de la calle.
En cine trabajó como guionista junto a Tito Insausti  de la película Bartolo tenía una flauta (1939), protagonizada por Luis Sandrini y Herminia Franco. Luego escribió Con la música en el alma en 1951, en las que actuaban Francisco Canaro, Tito Lusiardo y Toscanito, entre otros.

Las obras de teatro que musicalizó oscilan entre 350 y 400, representadas en las mejores salas y escritas por casi todos nuestros autores.
También estuvo en la radiotelefonía.

## Filmografía
- 1939: Bartolo tenía una flauta.
- 1951: Con la música en el alma.

## Composiciones
- Hola, señorita, con letra de Raúl Doblas y Alberto Weisbach
- Se fue Mateo, letra de Alfredo Bertonasco, que fueron estrenados por Juan Carlos Marambio Catán en la revista ¿A París?... ¡Te lo regalo! dada por la compañía Enrique Muiño- Elías Alippi en el Teatro Buenos Aires (1925), y por Francisco Spaventa en la revista The Cataluñas Girls en el Teatro Comedia, respectivamente, fueron grabados por Carlos Gardel, su amigo de adolescente.

## Tangos
- Manoblanca, con letra de Homero Manzi.
- Un metejón, letra de Carlos Ossorio, llevado al disco en 1924 por Azucena Maizani acompañada por la orquesta de Francisco Canaro.
- Gabino con letra de Manuel Romero, que grabó Ignacio Corsini.
- Cobarde [b] que grabó Sofía Bozán
- Conservate en el rincón
- Practicante

## Teatro
- La comedia musical Con la música en el alma, junto a un amplio elenco que incluía a los actores Alberto Dalbes, Francisco Carcavallo, Mecha Delgado, Olga Gatti, Ángel Eleta, Perla Grecco, Gloria Ramíez, Homero Manzi, Ubaldo Martínez, Vicente Forastieri, y Félix Mutarelli, y el músico Francisco Amor.[3]
- Con la batuta en la mano, junto con Félix Mutarelli, Antonio De Bassi, Alberto Castillo, Mecha Delgado, Vicente Forastieri, Ángel
- La cabalgata del tango (1954), en el Teatro Argentino.[4]
- Me gustan todas, escrita junto a Roberto Cayol y Humberto Cairo. Con música de Raúl de los Hoyos.